# Grimmia pomiformis
Grimmia pomiformis là một loài Rêu trong họ Grimmiaceae. Loài này được (Hook.) Brid. mô tả khoa học đầu tiên năm 1826.